# إسحاق (قبيلة)
قبيلة اساق (يعرف أيضا بني اسحاق) (بالصومالية: Reer Sheekh Isaxaaq)‏, هي قبيلة صومالية. وهي واحدة من العشائر الصومالية الرئيسية في القرن الأفريقي.

## نظرة عامة

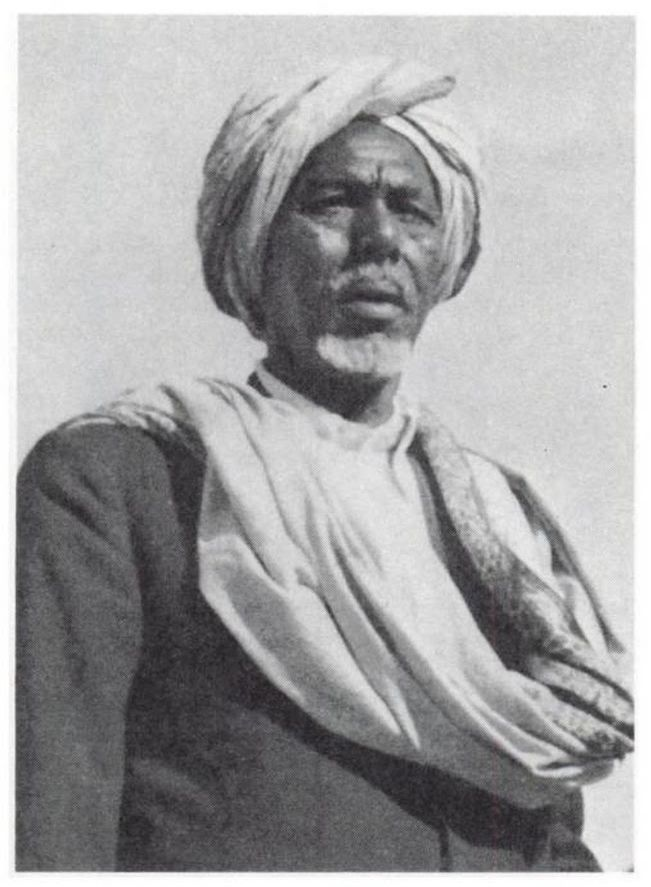
صورة السلطان عبدالله ديرية, رابع سلاطين سلطنة اساق.

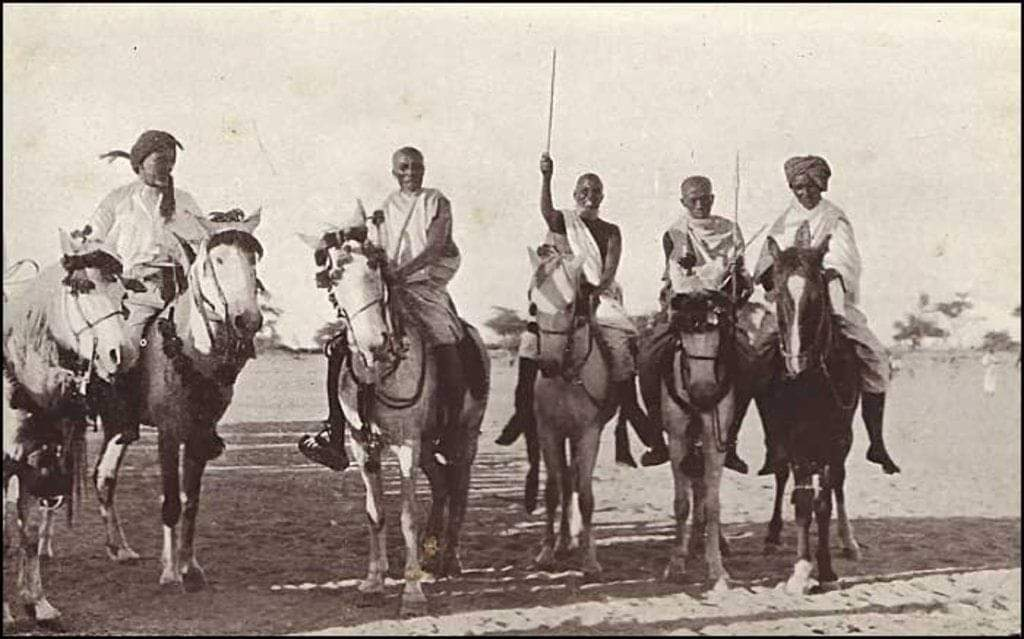
محاربين من قبيلة اساق على ظهور الخيل

وفقًا لبعض كتب الأنساب والتقاليد الصومالية، تأسست عشيرة إسحاق في القرن الثالث عشر أو الرابع عشر مع وصول الشيخ إسحاق بن أحمد بن محمد الهاشمي (شيخ إسحاق) من الجزيرة العربية، من نسل علي بن أبي طالب. استقر في بلدة ميط الساحلية في شمال شرق أرض الصومال، حيث تزوج من عشيرة مجادله (Magaadle) المحلية.
هناك أيضًا العديد من الكتب الموجودة باللغة العربية والتي تصف رحلات الشيخ إسحاق وأعماله وحياته العامة في أرض الصومال الحديثة، بالإضافة إلى رحلاته في شبه الجزيرة العربية قبل وصوله. إلى جانب المصادر التاريخية، فإن إحدى أحدث السير الذاتية المطبوعة عن الشيخ إسحاق هي كتاب (أمجاد) للشيخ حسين بن أحمد درويش الإساقي الصومالي، والتي طُبعت في عدن عام 1955.
يقع ضريح الشيخ إسحاق في ميط، وهو مزار مهم في المنطقة. كما يتم الاحتفال بمولد الشيخ إسحاق كل خميس بقراءة مناقبه.

## أماكن الانتشار

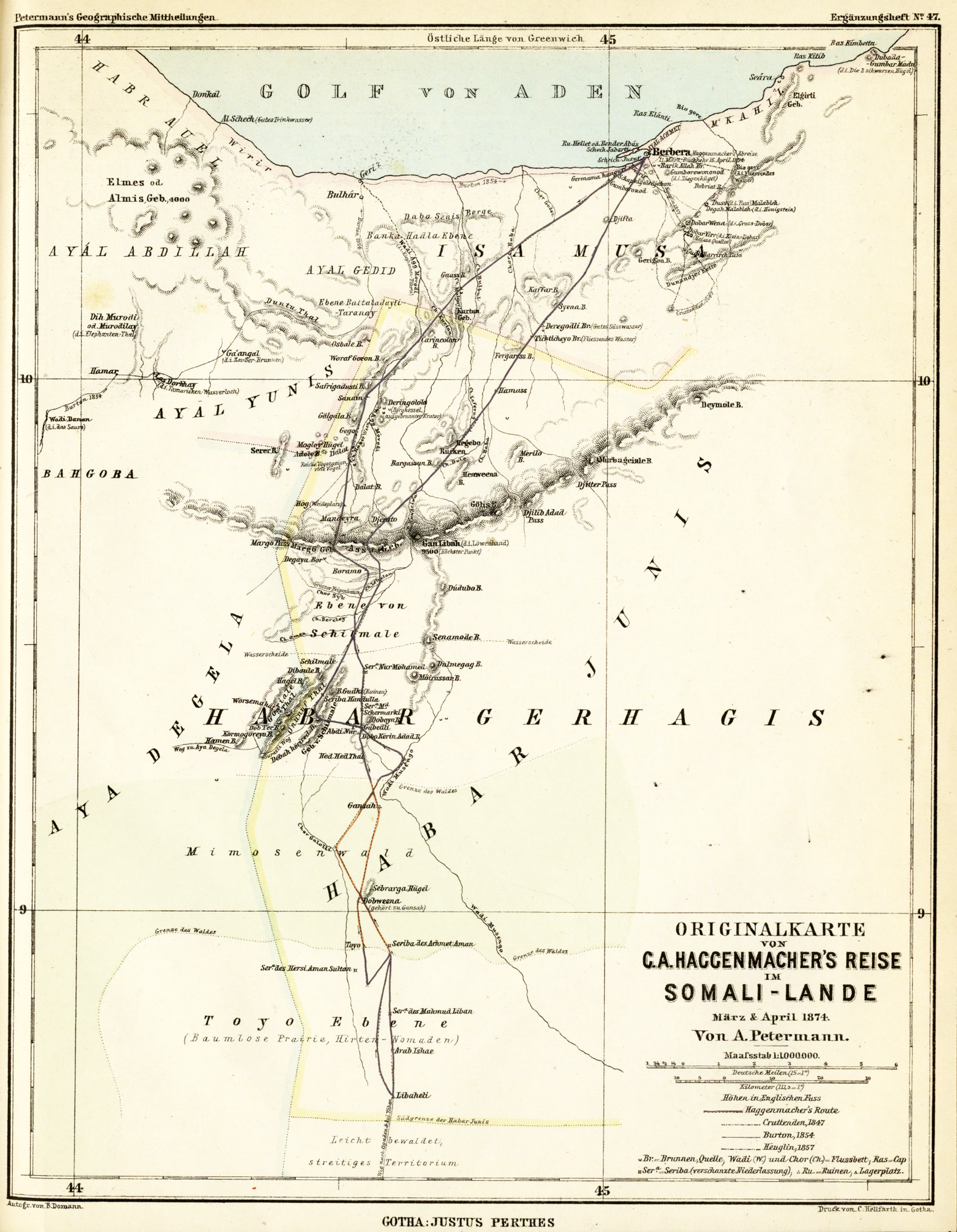
Haggenmacher's map depicting western Isaaq territory

ولقبيلة إسحاق منطقة تقليدية واسعة للغاية ومكتظة بالسكان. إنهم يعيشون في جميع مناطق أرض الصومال الستة مثل أودال، مارودي جيح، توغدير، ساحل، سناج وسوول. ولديهم مستوطنات كبيرة في المنطقة الصومالية من إثيوبيا، بشكل رئيسي على الجانب الشرقي من المنطقة الصومالية التي كانت تعرف سابقا باسم هَود والمنطقة المحايدة والتي تسكنها بشكل أساسي عشائر مختلفة من القبيلة. لديهم أيضًا مستوطنات كبيرة في كل من كينيا وجيبوتي، ويشكلون نسبة كبيرة من السكان الصوماليين في هذين البلدين.
تشكل قبيلة إسحاق أكبر عشيرة صومالية في أرض الصومال. سكان خمس مدن رئيسية في أرض الصومال - هرجيسا، بوراو، بربرة، عيريجابو وجابيلي - جميعهم في الغالب من هذه القبيلة. ويعيشون بشكل حصري في منطقة مارودي جيح ومنطقة توغدير، ويشكلون غالبية السكان في المناطق الغربية والوسطى من منطقة سناج، بما في ذلك عاصمة الإقليم عيريجابو. كما أن لإسحاق وجود كبير في الأجزاء الغربية والشمالية من منطقة سول أيضًا، حيث تعيش عشيرة هبر جيعلو في محافطة عينبة بينما تعيش عشيرة هبر يونس التي تتفرع من قرحجس في الجزء الشرقي من محافظة حودون والجزء الغربي من محافطة لاسعنود. ويعيشون أيضًا في الشمال الشرقي من منطقة أودال، حيث تتمركز عشيرة هبر أول الفرعية حول لوغهايه (Lughaya) وضواحيها.

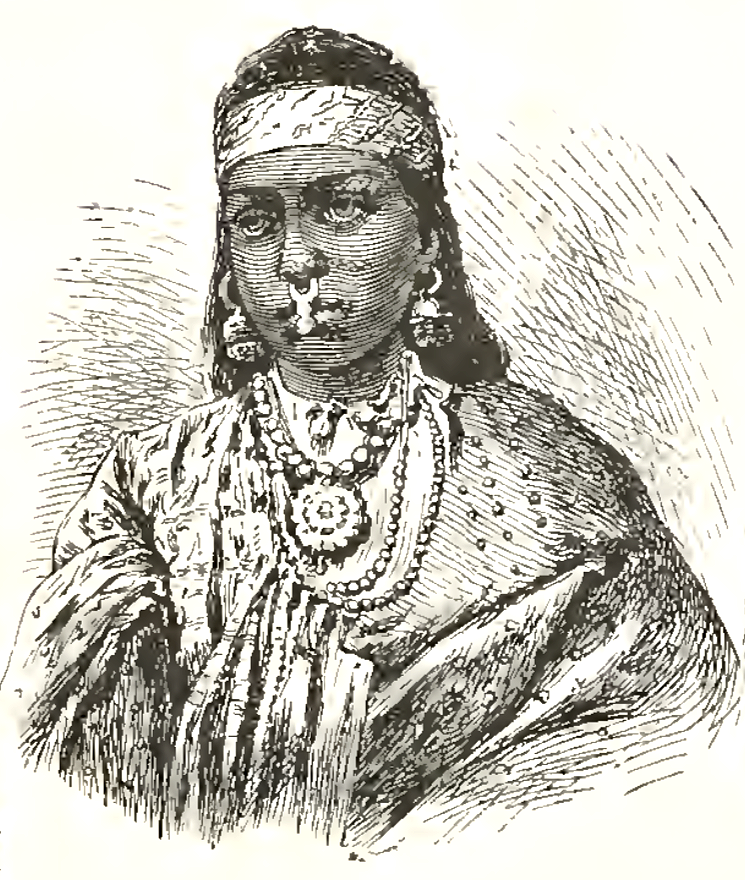
رسم توضيحي يصور امرأة صومالية من قبيلة إسحاق نُشر في Bilder-Atlas في 1870

## التاريخ
لعبت عشيرة إسحق دورًا بارزًا في الحرب العدلبة - الحبشية (1529-1543) في جيش أحمد بن إبراهيم الغازي،  فقد ورد ذكر عشائر هبر مجادلة (أيوب، قرحجس، هبر أول، وأرب) من قبيلة إسحاق في سجلات تلك الحرب التي كتبها شهاب الدين أحمد الجيزاني في كتابه بهجة الزمان (المعروفة بفتوح الحبشة).

سلاطين قبيلة إسحاق في هرجيسا, أرض الصومال

فكان أول قبيلة وصلت إلى الإمام قبيلة هبر مجادلي مع سيدهم ومقدمهم أحمد جُري بن حسين الصومالي، وحطوا في موضع يسمى فشبه من أعلى وادي هرر، وأظهروا عدتهم وآلاتهم وعدتهم،(...) فسرّ بهم الإمام سرورا عظيما (...). ,

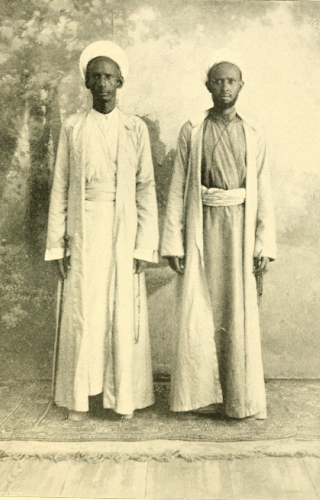
قائد من الدراويش الحاج سودي على اليسار مع صهره دعاله إدريس (1892).

بعد فترة طويلة من انهيار سلطنة عدل، أسست القبيلة سلطنة عامة سلطنة إساق تفرع منها عدة سلطنات أبرزها سلطنة هبر يونس. قبل الوجود البريطاني كانت هذه السلطنة تمتلك بعض أجهزة وشكل الدولة التقليدية المتكاملة: بيروقراطية عاملة، وفرض ضرائب منتظمة على شكل مواشي، بالإضافة إلى جيش (يتألف أساسًا من خيالة مع أسلحة خفيفة). احتفظت هذه السلطنات أيضًا بسجلات مكتوبة لأنشطتها، والتي لا تزال موجودة.
لعبت قبيلة إسحق أيضًا دورًا رئيسيًا في حركة الدراويش، حيث كان لالسلطان نور أمان من هبر يونس دور أساسي في بداية الحركة. كان سلطان نور المحرض الرئيسي الذي حشد الدراويش وراء حملته المناهضة للبعثة الكاثوليكية الفرنسية والتي أصبحت سبب انتفاضة الدراويش. كان الحاج سودي من هبر يونس صاحب أعلى رتبة في الدراويش بعد محمد عبد الله حسن، مات ببسالة وهو يدافع عن حصن تليح خلال حملة قصف سلاح الجو الملكي البريطاني. كانت عشائر إسحاق التي اشتهرت بالانضمام إلى حركة الدراويش من عشائر هبر يونس وهبر جعلو الشرقية. تمكنت هاتان العشيرتان الفرعيتان من شراء أسلحة متطورة ومقاومة كل من الإمبراطورية البريطانية والإمبراطورية الإثيوبية بنجاح لسنوات عديدة.
كانت عشيرة إسحاق مع القبائل الصومالية الشمالية الأخرى تحت إدارة محمية أرض الصومال البريطانية من 1884 إلى 1960. عند حصولها على الاستقلال، قررت محمية أرض الصومال تشكيل اتحاد مع الصومال الإيطالي. قادت قبيلة إسحاق مسعى الصومال الكبير من عام 1960 إلى عام 1991.
خلال الحرب الأهلية الصومالية، تعرضت القبيلة لحملة إبادة جماعية من قبل قوات سياد بري (من ضمنهم لاجئين صوماليين مسلحين من إثيوبيا)؛ قُدِّر عدد القتلى بما يتراوح بين 50000 و 200000.
بعد انهيار جمهورية الصومال الديمقراطية في عام 1991، أعلنت أرض الصومال التي يهيمن عليها قبيلة إسحاق الاستقلال عن الصومال كدولة منفصلة.

## النزعة التجارية
تاريخيًا، كانت قبيلة إسحاق الأكثر ميلًا إلى التجارة من جيرانها القبائل، ويرجع ذلك جزئيًا إلى روابطها التجارية التي امتدت لقرون مع شبه الجزيرة العربية. في ضوء هذا الاختلال الاجتماعي، تميل الفبائل الصومالية الرئيسية الأخرى إلى وصفهم بمصطلحات عامية قبلية مثل "iidoor"، وهو كلمة يقصد بها الإزدراء وتعني التاجر أو المبادل:
تحدث الصوماليون عن العديد من الصور النمطية لسلوك العشائر التي تعكس هذه التفاوتات الاجتماعية الناشئة. تعكس المصطلحات العامية iidoor أو kabadhe iidoora (بمعنى «التبادل») ازدراء الصوماليين للوسطاء التجاريين، الشخص الذي يجمع الثروة من خلال المثابرة والمهارات التجارية دون التزامات ثابتة تجاه أي شخص آخر. عندما أصبحت إسحاق أكثر عالمية، أثار نجاحهم التجاري وأيديولوجية إنجازهم الشكوك والغيرة، ولا سيما بين سكان الريف من قبيلة دارود الذين كرهوا ثقة إسحاق بأنفسهم وجعلوها هدفًا للصور النمطية.
ولم يغب هذا عن الديكتاتور والرئيس الأوحد لجمهورية الصومال الديمقراطية سياد بري (1969-1991)، الذي لم يكن الإعجاب لقبيلة إسحاق بسبب استقلالهم المالي، مما يجعل من الصعب السيطرة عليها:
كان لدى سياد كراهية عميقة وشخصية للعشيرة. لا يمكن تخمين الأسباب الحقيقية، ولكن يرجع ذلك جزئيًا إلى عدم قدرته على السيطرة عليها. بوصفهم رجال أعمال بارعين، فقد بنوا مجتمعًا لا يعتمد على سخاء الحكومة. كان للإسحاق علاقات تجارية تقليدية مع دول شبه الجزيرة العربية استمرت على الرغم من محاولات الحكومة تركيز جميع الأنشطة الاقتصادية في مقديشو. لكن سياد فعل ما في وسعه، واضطر تجار إسحاق إلى القيام برحلة طويلة إلى مقديشو للحصول على تصاريح وتراخيص.
ومع ذلك، في السبعينيات والثمانينيات من القرن الماضي، خرجت جميع صادرات الماشية تقريبًا عبر ميناء بربرة عبر تجار المواشي في إسحاق. شكلت صادرات الماشية بالكامل ما يزيد عن 90 ٪ من إجمالي أرقام الصادرات لجمهورية الصومال في عام معين، وقدمت صادرات بربرة وحدها أكثر من 75 ٪ من دخل البلاد من العملات الأجنبية المسجل في ذلك الوقت.

## شجرة القبيلة

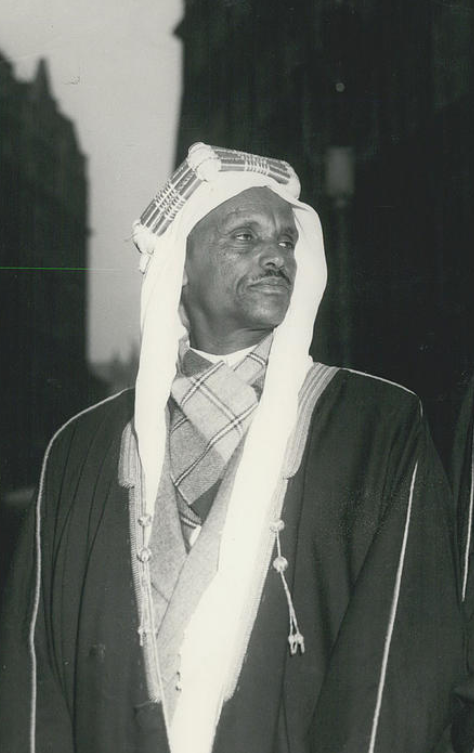
السلطا عبد الرحمن ديرية من هبر أول إسحاق في لندن 1955

في قبيلة إسحاق، تنقسم العشائر إلى قسمين حسب الأم. وتلك العشائر المتحدرة من أبناء الشيخ إسحاق من امرأة هررية -هبر حبوشيد-. والأخرى المنحدرة من أبناء الشيخ إسحاق من امرأة صومالية من عشيرة مجادله من الدر -هبر مجادلة-. في الواقع، فإن معظم العشائر الكبرى في عائلة القبيلة هي في الواقع تحالفات حسب الأم، ومن هنا جاءت كلمة «هبر» والتي تعني في اللغة الصومالية القديمة «الأم». ويتضح هذا في الآتي:
أ. هبر مجادله
- إسماعيل (قرحجس)
- أيوب
- علي (أرب)
- عبد الرحمن (هبر أول)

ب. هبر حبوشيد
- أحمد (تول جيعله)
- موسى (هبر جيعله)
- إبراهيم (سنبور)
- محمد (عبران)

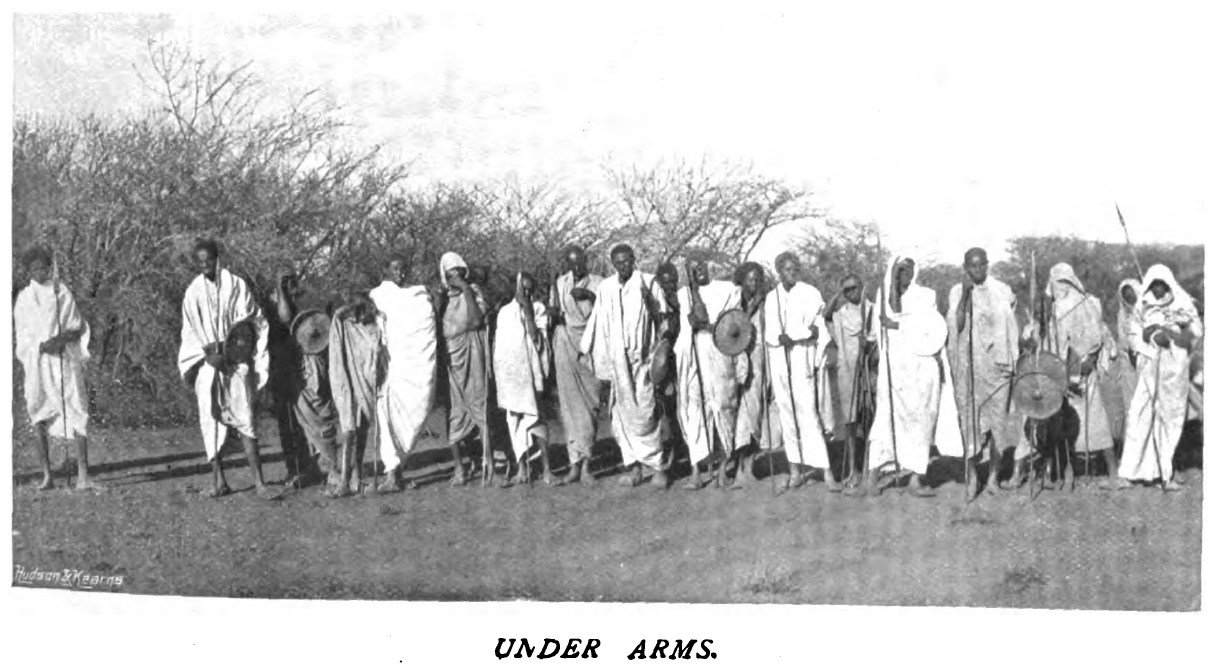
محاربون من عشيرة هبر أول

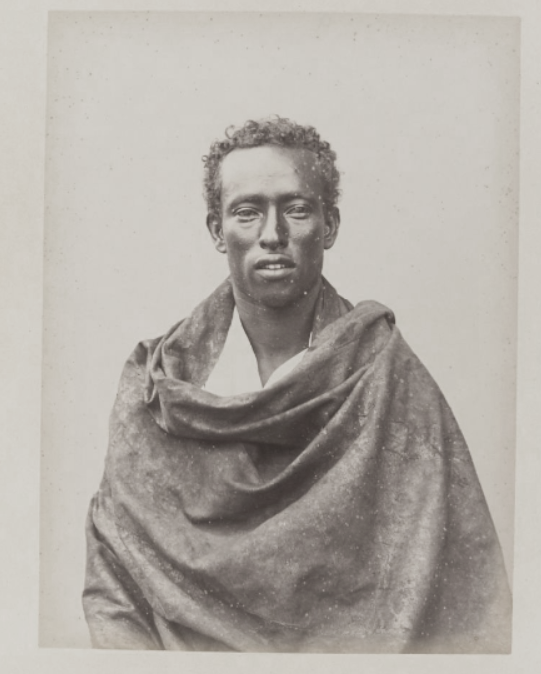
دعاله عبدي من موسى أبوبكر من عشيرة هبر جيعله التقطت الصورة عام 1890

هناك اتفاق واضح على تسلسل النسب في القبيلة والعشائر الفرعية التي لم تتغير لفترة طويلة. أقدم سلسلة نسب لصومالي مسجلة في الكتب الغربي كتبها السير ريتشارد بيرتون في منتصف القرن التاسع عشر عن مضيفه حاكم زيلع شارماركه علي صالح من هبر يونس.
القائمة التالية تضم العشائر الرئيسية لقبيلة إسحاق:
- إسحاق
  - هبر أول
    - عيسى موسى
    - سعد موسى

  - قرحجس
    - عيدجله
    - هبر يونس

  - أرب
  - أيوب
  - هبر جيعله
    - موسى أبوبكر
    - محمد أبوبكر
    - سمانه أبو بكر

  - تول جيعله
  - سنبور
  - عبران

## شخصيات بارزة
- شارماركه علي صالح، تاجر، وحاكم بربرة، زيلع وتاجوره
- عبدالرحيم، وكيل الأمين العام للأمم المتحدة سابقا
- عبدالله سلطان تيماعاده، المعروف بـ «تيماعادي» أي «ذو الشعر الأبيض»، شاعر مشهور خلال فترة ما قبل الاستعمار وما بعده
- عبدالرحمن أحمد علي، آخر رئيس للحركة الوطنية الصومالية وأول رئيس لأرض الصومال
- عبدالرحمن محمد عبدالله، رئيس مجلس النواب في أرض الصومال سابقا ورئيس حزب وطني السياسي
- عبدالله قَرشه، موسيقي وشاعر وكاتب مسرحي صومالي. معروف بـ «أبو الموسيقى الصومالية»
- عبدالمجيد حسين، اقتصادي، الممثل الدائم السابق لإثيوبيا لدى الأمم المتحدة، 2001-2004. زعيم حزب الرابطة الديمقراطية الصومالية الإثيوبية (ESDL) في المنطقة الصومالية بإثيوبيا من 1995 إلى 2001.
- أحمد حسن عوكه، صحفي ومذيع صومالي. موظف مخضرم في شبكة بي بي سي العالمية، وصوت أمريكا، وصوماليلاند ناشيونال تي في، وتلفزيون هورن كيبل، وراديو مقديشو، ويونيفرسال تي في، بالإضافة إلى كونه المتحدث الرئاسي لسياد بري خلال الحكم العسكري.[34]
- عبدالرحمن محمد عيديد، رئيس بلدية هرجيسا الحالي، عاصمة منطقة أرض الصومال التي تتمتع بالحكم الذاتي في شمال غرب الصومال.
- أحمد جُري بن حسين، الشريك الأيمن لأحمد بن إبراهيم الغازي، وقائد ذو رتبة عالية في سلطنة عدل قاد جيشًا كبيرًا ضد الإمبراطورية الحبشية.[14]
- أحمد يوسف ياسين، كان نائب رئيس أرض الصومال من 2002 حتى 2010. ونائب الرئيس الثاني للحزب الديمقراطي المتحد.
- أحمد محمد محمود، الرئيس الرابع لأرض الصومال من يونيو 2010 إلى ديسمبر 2017، والرئيس الرابع والأطول خدمة للحركة الوطنية الصومالية، والرئيس السابق [[حزب التضامن|لحزب السلام والوحدة
- آمنة موجي حرسي، رائدة أعمال حائزة على جوائز، أطلقت عدة مشاريع بملايين الدولارات في كمبالا، أوغندا
- علي عبدي فارح، وزير الاتصالات والثقافة الأسبق في جيبوتي
- علي فيروز، موسيقي شهير في جيبوتي والصومال
- عوض ديريه، خامس سلاطين عشيرة هبر يونس
- بشير يوسف، زعيم ديني صومالي
- ديرية سغله عيناشه، ثاني سلاطين عشيرة هبر يونس
- ديريه حسن، السلطان العام الرابع للقبيلة
- أدنه آدم اسماعيل، أول امرأة تعمل كوزيرة خارجية في أرض الصومال، لقبت بـ «الأم المسلمة تيريزا» لعملها الخيري ونشاطها من أجل النساء والفتيات
- فارح نور، محارب شهير وشاعر من عشيرة أرب
- علمي بودري، شاعر صومالي شهير بقصائد الحب.
- فيصل علي ورابي، رئيس حزب العدالة والتنمية في أرض الصومال
- فوزية يوسف حاج آدم، وزير خارجية الصومال الأسبق وعضو البرلمان الاتحادي
- محمد حاشي طمع، شاعر
- جوليد عبدي، أول سلطان عام للقبيلة
- جوليد حاجي، حكيم وقائد عشيرة هبر يونس
- حضراوي، شاعر وفيلسوف. مؤلف Halkaraan. يُعرف أيضًا باسم «شكسبير الصومالي»
- ابراهيم فقي، محارب وشاعر من عشيرة هبر جيعله
- حسن فارح، ثالث سلطان عام للقبيلة
- الحاج سودي، أحد مؤسسي حركة الدراويش الصومالية
- حنان ابراهيم، ناشطة في المجال الاجتماعي وأول بريطانية صومالية تُمنح رتبة الإمبراطورية البريطانية للعمل المجتمعي في المملكة المتحدة
- حسين عرب عيسى، وزير الدفاع ونائب رئيس الوزراء الصومالي من 20 يوليو 2011 إلى 4 نوفمبر 2012
- حرسي أمان، ثالث سلاطين عشيرة هبر يونس

- قائمة أعراق وقوميات العالم
- أرض الصومال
- هرجيسا